# Artur Sikorski
Artur Sikorski (ur. 9 maja 2001) – polski piosenkarz.

## Życie prywatne
Jest synem skrzypka – Michała Sikorskiego oraz młodszym bratem piosenkarza i aktora Jeremiego Sikorskiego.

## Dyskografia
| Tytuł                            | Dane dot. Albumu                              | Pozycja na liście OLiS |
| -------------------------------- | --------------------------------------------- | ---------------------- |
| Odetchnij (oraz Jeremi Sikorski) | - Data: 25 listopada 2016 - Wydawca: My Music | 13                     |
| Okrąg                            | - Data: 1 grudnia 2017 - Wydawca: My Music    | 12                     |
| 18                               | - Data: 21 czerwca 2019 - Wydawca: My Music   |                        |

## Teledyski
|  | Tytuł                                                                      | Rok  | Reżyseria      | Album        | Źródło |
|  | -------------------------------------------------------------------------- | ---- | -------------- | ------------ | ------ |
|  | „Spełniaj marzenia” (oraz Jeremi Sikorski, Sylwia Przybysz i Sylwia Lipka) | 2016 | Smoła Studio   | –            | [ 3 ]  |
|  | „Odetchnij” (oraz Jeremi Sikorski)                                         | 2016 | Karol Skierski | Odetchnij    | [ 4 ]  |
|  | Sylwia Przybysz „Nie poddam się” (gościnnie: Artur Sikorski)               | 2016 | Smoła Studio   | Tylko raz    | [ 5 ]  |
|  | „Będę walczył”                                                             | 2017 | Karol Skierski | Okrąg        | [ 6 ]  |
|  | Remo „Przepraszam cię” (gościnnie: Artur Sikorski)                         | 2017 | Smoła Studio   | Przed Siebie | [ 7 ]  |
|  | Artur Sikorski „Ogień” (wraz z Sylwia Przybysz)                            | 2017 | Smoła Studio   | Okrąg        |        |
|  | Artur Sikorski „Przez Łzy”                                                 | 2018 | Smoła Studio   | Okrąg        |        |
|  | Artur Sikorski „Za dużo myśli za mało słów”                                | 2018 | Smoła Studio   | Okrąg        |        |
|  | Artur Sikorski „Ja wiem”                                                   | 2018 | Smoła Studio   | 18           |        |
|  | Artur Sikorski „Wir”                                                       | 2018 | Smoła Studio   | Okrąg        |        |
|  | Artur Sikorski „18”                                                        | 2019 | Smoła studio   | 18           |        |